# Jess Glynne
Jessica Hannah "Jess" Glynne, född 20 oktober 1989 i Hampstead, London Borough of Camden, är en brittisk singer-songwriter. Hon är den kvinnliga brittiska soloartist som haft flest förstaplatser på den brittiska singellistan.

## Biografi
Jess Glynne föddes i Hampstead men växte upp i Muswell Hill, London Borough of Haringey i en judisk familj. Hennes far Laurence Glynne är fastighetsmäklare, medan modern Alexandra (född Ingram) har arbetat inom musikbranschens A&R. Familjens ursprungliga efternamn var Goldstein, men hennes farfar ändrade det till Glynne.  Hennes stora förebild och influens är Amy Winehouse, som signerade en skiva till henne när föräldrarna var på en Winehouse-konsert. Femton år gammal medverkade hon i The X Factor men fullföljde inte auditionen efter en schism med producenten. Efter avslutad skolutbildning 2008 tog hon diverse arbeten och reste runt i världen.

## Karriär
Glynne började arbeta på ett musikförlag och fick kontakter med låtskrivare,  musiker och producenter, vilket blev en introduktion till hennes egen sångarkarriär. Hon gick på en musikskola i östra London under ett år och började samarbeta med musikern Jin Jin. Deras gemensamma kompositioner uppmärksammades av Black Butter Records, som gav henne ett skivkontrakt. 2013 skrev hon kontrakt med Atlantic Records och blev känd för att ha medverkat på låtarna "Rather Be" (av Clean Bandit) och "My Love" (av Route 94), som båda placerade sig på förstaplatsen på UK Singles Chart år 2014. Hennes debutsingel, "Right Here", placerade sig på en sjätteplats i Storbritannien. Bland flera olika utmärkelser vann hon 2015 en Grammy, för Clean Bandits låt "Rather Be".
Låten "I'll Be There", framförde hon första gången live i TV-programmet The Graham Norton Show i maj 2018.

## Diskografi

### Studioalbum
- 2015 – I Cry When I Laugh
- 2018 – Always in Between

### Singlar

#### Soloartist
- 2014 – "Right Here"
- 2014 – "Real Love" (med Clean Bandit)
- 2015 – "Hold My Hand"
- 2015 – "Don't Be So Hard on Yourself"
- 2015 – "Take Me Home"
- 2016 – "Ain't Got Far to Go"
- 2016 – "If I Can't Have You"
- 2018 – "I'll Be There"
- 2018 – "All I Am"
- 2018 – "Thursday"
- 2019 – "No One"
- 2019 – "One Touch" (med Jax Jones)

#### Medverkande
- 2014 – "Rather Be" (Clean Bandit feat. Jess Glynne)
- 2014 – "My Love" (Route 94 feat. Jess Glynne)
- 2015 – "Not Letting Go" (Tinie Tempah feat. Jess Glynne)
- 2016 – "Kill the Lights" (Alex Newell, DJ Cassidy och Jess Glynne feat. Nile Rodgers)
- 2016 – "I Can Feel It" (DJ Serge Wood feat. Jess Glynne)
- 2018 – "These Days" (Rudimental feat. Jess Glynne, Macklemore och Dan Caplen)
- 2018 – "Mind on It" (Yungen feat. Jess Glynne)